# Holger Askehave
Holger Olenius Heinrich Jørgensen Askehave (ur. 4 września 1900 w Aarhus, zm. 16 grudnia 1978 w Nibe) – duński zapaśnik walczący w stylu klasycznym. Olimpijczyk z Paryża 1924, gdzie zajął dziewiąte miejsce w wadze lekkiej.
Uczestnik mistrzostw Europy w 1930. Mistrz Danii w 1930 roku.

## Letnie Igrzyska Olimpijskie 1924
| Konkurencja            | Rundy eliminacyjne   | Rundy eliminacyjne        | Rundy eliminacyjne   | Rundy eliminacyjne    | Klas. końcowa |
| Konkurencja            | Przeciwnik I         | Przeciwnik II             | Przeciwnik III       | Przeciwnik IV         | Miejsce       |
| ---------------------- | -------------------- | ------------------------- | -------------------- | --------------------- | ------------- |
| 67,5 kg styl klasyczny | Alfred Praks (EST) P | Wasilios Pawlidis (GRE) Z | Leon Rękawek (POL) Z | Oskari Friman (FIN) P | 9.            |